# Alexander Wassiljewitsch Alexejew

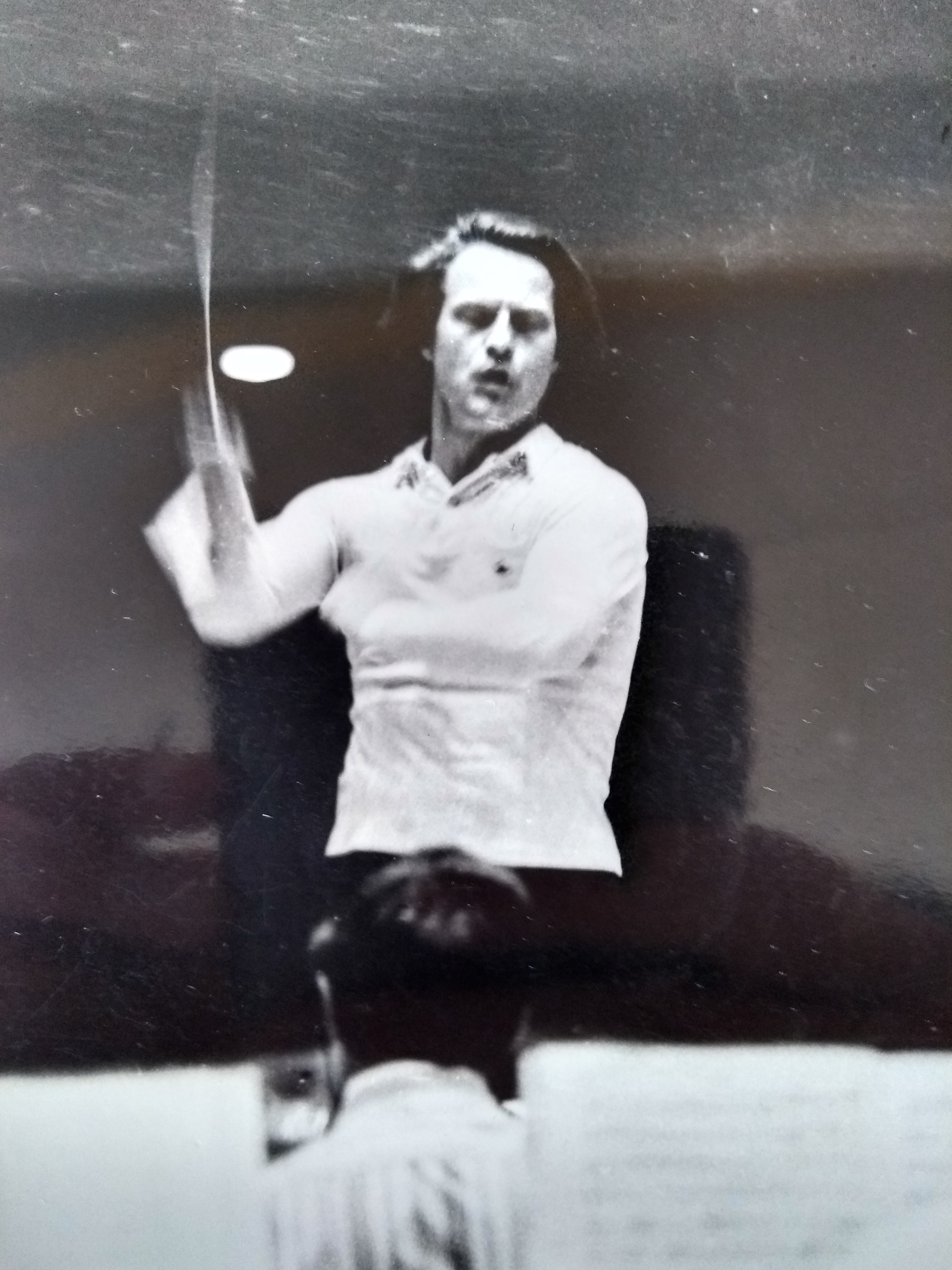
Alexander Alexejew in einer Probe (1973).

Alexander Wassiljewitsch Alexejew (russisch Александр Васильевич Алексеев, wiss. Transliteration Aleksandr Vasil'yevich Alekseyev; * 10. März 1938 in Belkowo, Oblast Nowgorod; † 7. Oktober 2020 in Sankt Petersburg) war ein russischer Dirigent.

## Werdegang
Von 1957 bis 1966 studierte Alexejew Chor- wie auch Orchesterdirigieren bei Konstantin Olchow und Eduard Grikurow am Leningrader Konservatorium. Zwischen 1971 und 1972 war er, wie auch Mariss Jansons, als einer von wenigen offiziell ausgewählten sowjetischen Dirigenten als Meisterstudent bei Hans Swarowsky in Wien.

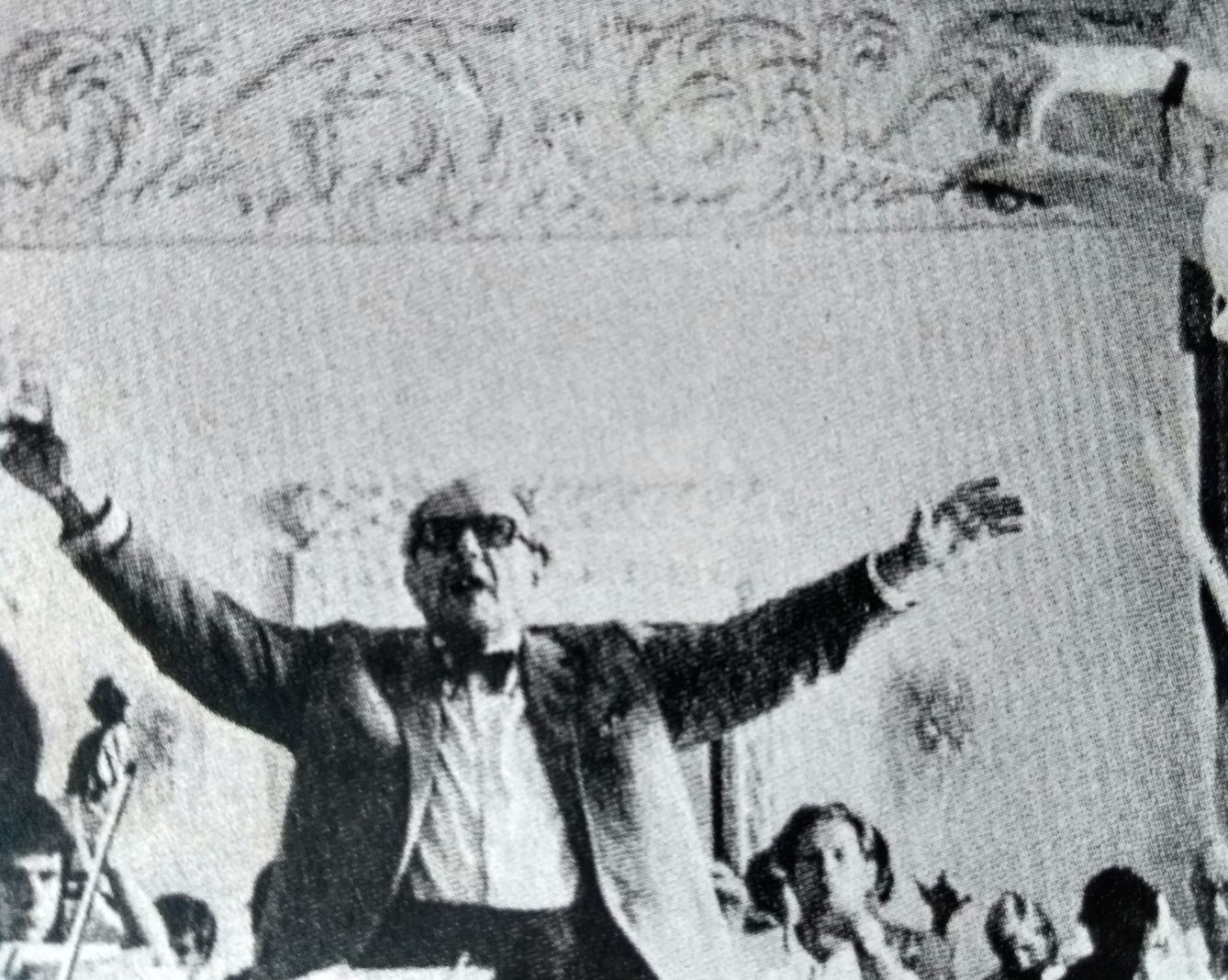
Hans Swarowsky unterrichtet in Ossiach (1972). Alexander Alexejew rechts im Bild hinter ihm.

Bevor er Chefdirigent des Staatlichen Orchesters in Uljanowsk wurde, hatte er erste Engagements als Dirigent des Staatlichen Orchesters Uljanowsk, der Leningrader Oper (heute Michailowski-Theater) und am Staatlichen Opern- und Balletttheater Tscheljabinsk. Nach zwei Jahren am Bolschoi-Theater in Moskau (1982–84) wurde Alexejew, der sich weigerte, Mitglied der Kommunistischen Partei zu werden, die Ausreise verweigert, um die Stelle des Chefdirigenten des Finnischen Radioorchesters in Helsinki anzutreten. So wirkte er bis 1992, nach dem Zerfall der Sowjetunion, als Chefdirigent des Philharmonischen Orchesters in Charkiw, mit dem er u. a. den Orchesterwettbewerb der Sowjetrepubliken gewann. Alexejew zeichnete verantwortlich für Aufnahmen mit verschiedenen russischen Orchestern, u. a. mit dem Moskauer Radiosinfonieorchester für das Label Melodija. Darüber hinaus arbeitete er regelmäßig mit führenden Solisten der Sowjetunion zusammen wie Gidon Kremer, Oleg Kagan, Vadim Repin, Juri Baschmet, David Geringas, Natalia Gutman, Dmitri Alexeev, Mikhail Pletnev, Grigory Sokolov und Dmitri Bashkirov.

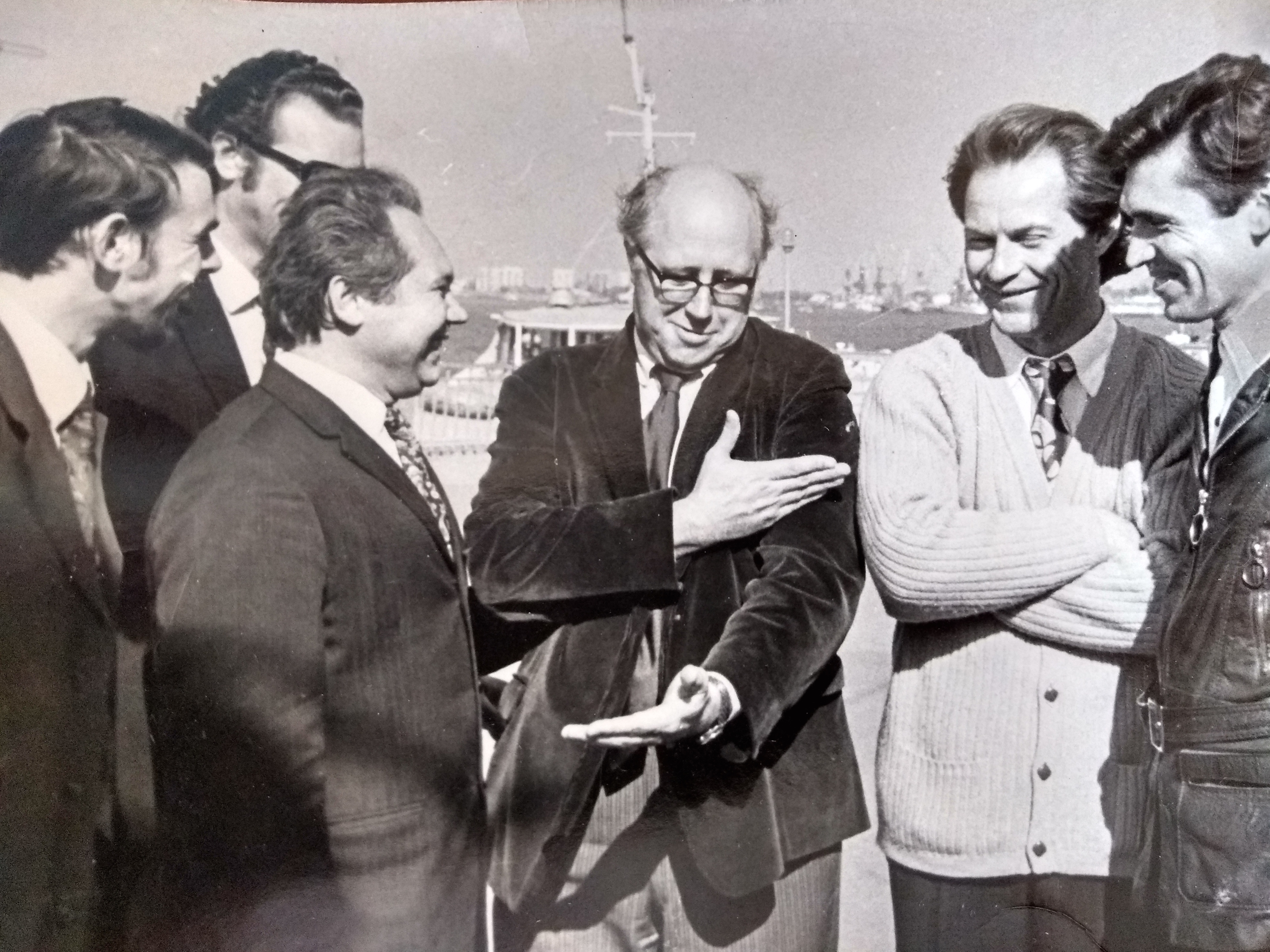
Mstislaw Rostropowitsch (Mitte), Alexander Alexejew (Mitte rechts), und Eduard Serow (rechts) mit Studenten in Wolgograd (1973).

Neben verschiedenen Musiktheaterproduktionen an der Leningrader Oper dirigierte er 1966 Katerina Izmailova mit Larissa Awdejewa in der Hauptpartie der Katerina Lvovna Ismailova (unter Beteiligung Dmitri Schostakowitschs während der Proben).
1978 wurde Alexejew als Verdienter Künstler der RSFSR ausgezeichnet.
Seit 1992 war er Professor am Sankt Petersburger Konservatorium. Zwischen 2000 und 2008 war er Leiter der Dirigierabteilung. Als Übersetzer Hans Swarowskys setzte er nicht nur im Unterricht dessen altösterreichisch geprägte Dirigierschule in Russland fort. Zu seinen Schülern gehören u. a. Vitali Alekseenok, Kai Johannes Polzhofer und Alexander Prior.
Alexander Wassiliewitsch Alexejew starb am 7. Oktober 2020 in Sankt Petersburg.